# Valdadige
Unter der Bezeichnung Valdadige oder Etschtaler werden in den norditalienischen Provinzen Trient, Bozen und Verona Weiß-, Rosé-, Rot- und Perlweine erzeugt, die seit dem 24. März 1975 den Status einer kontrollierten Herkunftsbezeichnung „Denominazione di origine controllata“ (kurz DOC) besitzen. Die letzte Aktualisierung wurde am 7. März 2014 veröffentlicht.

## Anbaugebiet
Der Anbau und die Vinifikation dürfen in folgenden Gemeinden durchgeführt werden:
- In der Provinz Trient: Avio, Ala, Aldeno, Arco, Besenello, Calliano, Cembra Lisignago, Dro, Faedo, Altavalle, Giovo, Isera, Madruzzo, Lavis, Mezzocorona, Mezzolombardo, Mori, Nago-Torbole, Nogaredo, Nomi, Padergnone, Pomarolo, Riva del Garda, Roveré della Luna, Rovereto, San Michele all’Adige, Segonzano, Tenno, Trambileno, Trient, Vezzano, Villa Lagarina, Volano, Zambana
- In Südtirol (Provinz Bozen): Andrian, Eppan, Bozen, Branzoll, Kuens, Kaltern, Tscherms, Karneid, Kurtatsch, Kurtinig, Neumarkt, Völs am Schlern, Gargazon, Algund, Leifers, Lana, Margreid, Marling, Meran, Montan, Nals, Auer, Partschins, Burgstall, Ritten, Riffian, Salurn, St. Pankraz, Schenna, Terlan, Tramin, Tisens, Tirol, Pfatten
- In der Provinz Verona: Brentino Belluno, Dolcè, Rivoli Veronese

Im Jahr 2017 wurden 104.473 Hektoliter DOC-Wein erzeugt (Zahlen aus den Regionen Trentino-Südtirol und Region Venetien zusammengefasst).

## Erzeugung
Folgende Weintypen werden innerhalb dieser Denominazion erzeugt:
Verschnittwein (Cuvée)
- Valdadige Bianco: muss zu mindestens 20 % aus den Rebsorten Pinot bianco, Pinot Grigio, Riesling, Müller-Thurgau und Chardonnay bestehen. Für den Rest dürfen Trebbiano toscano, Nosiola, Sauvignon und Garganega (einzeln oder gemeinsam) zugesetzt werden.
- Valdadige Rosso: muss zu mindestens 50 % aus der Rebsorte Enantio und/oder Schiava grossa bestehen. Für den Rest dürfen Merlot, Pinot nero, Lagrein, Teroldego, Cabernet Franc und Cabernet Sauvignon (einzeln oder gemeinsam) zugesetzt werden.

Fast sortenreine Weine
Folgende Weine müssen zu mindestens 85 % die genannte Rebsorte enthalten. Höchstens 15 % andere analoge Rebsorten, die für den Anbau in den Provinzen Trient, Bozen oder Verona zugelassen sind, dürfen zugesetzt werden.
- Valdadige Chardonnay
- Valdadige Pinot bianco
- Valdadige Pinot Grigio
- Valdadige Schiava (aus Schiava grossa, Schiava gentile und Schiava grigia)